# Kaikaram
Kaikaram är en ort i Indien.   Den ligger i distriktet West Godāvari och delstaten Andhra Pradesh, i den södra delen av landet, 1 400 km söder om huvudstaden New Delhi. Kaikaram ligger 19 meter över havet och antalet invånare är 10 000.
Terrängen runt Kaikaram är platt, och sluttar söderut. Runt Kaikaram är det tätbefolkat, med 397 invånare per kvadratkilometer. Närmaste större samhälle är Tādepallegūdem, 17,1 km öster om Kaikaram. Trakten runt Kaikaram består till största delen av jordbruksmark.